# فکرت امیروف

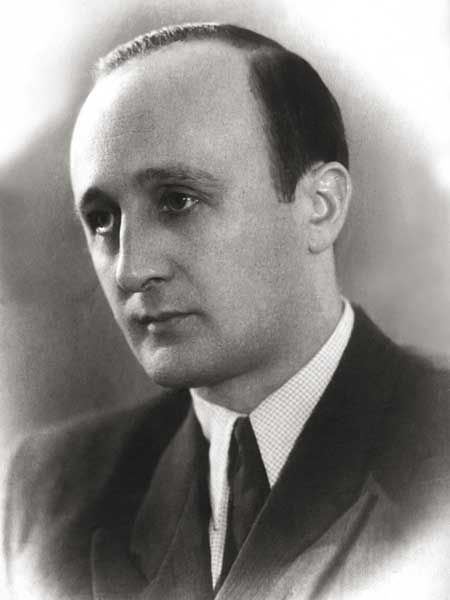

فکرت امیروف (به ترکی آذربایجانی: Fikrət Əmirov) (۲۲ نوامبر ۱۹۲۲، گنجه - ۲۰ فوریه ۱۹۸۴، باکو) آهنگساز آذربایجانی بود.
پدرش جمیل امیروف خواننده و نوازنده تار آذری بود که این امر تاثیر بسیاری بر او گذاشت. وی پس از تحصیل موسیقی در گنجه به باکو رفت و در سال ۱۹۳۹ در آنجا به کنسرواتوار دولتی آذربایجان به سرپرستی پروفسور ب. ی. زیدمان وارد شد.
امیروف در سال ۱۹۴۷ سمفونی نظامی و در سال ۱۹۴۸ قطعات سمفونیک مقام شور ، کرد افشاری و کاپریچیو آذربایجان را نوشت که از مشهورترین آثار وی به شمار می‌روند.

## جوایز و افتخارات
- (۱۹۴۹) جایزه استالین
- (۱۹۸۰) جایزه دولتی اتحاد شوروی
- (۱۹۵۸) هنرمند مردمی آذربایجان شوروی
- (۱۹۶۵) هنرمند مردمی اتحاد شوروی
- Hero of Socialist Labour (۱۹۸۲)
- Two Orders of Lenin (۱۹۵۹، ۱۹۸۲)
- Order of the Red Banner of Labour, twice (۱۹۶۷، ۱۹۷۱)
- (۱۹۷۴) جایزه دولتی آذربایجان شوروی
- Lenin Komsomol Prize of Azerbaijan SSR (۱۹۶۷)